# حزام البيغ غولد
حزام البيغ غولد أو الحزام الذهبي الكبير (بالإنجليزية: Big Gold Belt)‏ هو حزام قديم لبطولات المصارعة المحترفة ظهر في عدة اتحادات للمصارعة المحترفة في الولايات المتحدة الأمريكية، وكانت بداية ظهوره في اتحاد NWA عام 1985 بعد تجديدهم لتصميم حزام بطولة العالم للوزن الثقيل، كما أن آخر ظهور لآخر نسخة من الثلاث نسخ المصممة للحزام كان عام 2014 عبر اتحاد دبليو دبليو إي.

## تاريخ الحزام

### قبل صناعة الحزام
بدأ تاريخ بطولة العالم للوزن الثقيل في عالم المصارعة المحترفة عام 1905، وكان المصارع جورج هاكينشميدت أول بطلاً للوزن الثقيل، وقد أشتهر هذا الحزام -حينها- في اتحاد NWA. حتى عام 1985.

### بعد صناعة الحزام
في أواخر عام 1985 أصدر مجلس إدارة اتحاد NWA قراراً بتجديد حزام بطل العالم للوزن الثقيل، فتمت صناعة حزام ضخم بثلاث قطع ذهبية على حزام بني اللون عُرف باسم حزام «بيغ غولد» (بالإنجليزية: Big Gold)‏؛ وكان ظهوره الأول في عرض (باتل أوف بيلتس 2) عبر اتحاد CWF بتاريخ 14 فبراير عام 1986، وكان ريك فلير أول من حمل لقب العالم للوزن الثقيل بحزام الـ«بيغ غولد».
في صيف عام 1991 غادر ريك فلير حامل اللقب من NWA إلى اتحاد WWF حيث ظهر ومعه الحزام مما تسبب في رفع دعوة قضائية من اتحاد NWA ضد ريك فلير واتحاد WWF انتهت بتغريم ريك فلير بمبلغ مالي واستعادة NWA للحزام ومنع اتحاد WWF من عرض الحزام تليفزيونياً.
مع أواخر عام 1993 وعندما انفصل اتحاد ورلد تشامبيونشيب ريسلينغ (WCW) رسميا عن اتحاد NWA أصبح حزام البيغ غولد يُعرف باسم «حزام اللقب الدولي للوزن الثقيل» حيث تم توحيده مع حزام لقب WCW العالمي للوزن الثقيل في عرض (كلاش أوف ذا تشامبيونز) بتاريخ 23 يونيو عام 1994 على يد ريك فلير بعد أن هزم ستينغ، ليصبح حزام البيغ غولد رسمياً هو حزام لقب العالم للوزن الثقيل لاتحاد WCW  وكان آخر من حمل اللقب هو بوكر تي.
بعد نهاية اتحاد WCW في شهر أبريل عام 2001، استمر حزام البيغ غولد بالظهور عبر عروض اتحاد WWF في سيناريو التحالف، وفي عرض فينجينس عام 2001 تم توحيد حزام البيغ غولد مع حزام لقب WWE عندما فاز كريس جيريكو عندما فاز على كل من ذا روك وستيف أوستن
في عرض راو بتاريخ 2 سبتمبر عام 2002 قام إريك بيشوف والذي كان يشغل مدير عرض راو حينها باعادة حزام البيغ غولد من جديد، وتم تقديمه كحزام لقب العالم للوزن الثقيل وجعله حصري لعرض راو وتم اهدائه لـتريبل اتش.
بعد درافت 2005، انتقل حزام البيغ غولد إلى عرض سماكداون وذلك بعد انتقال حامل اللقب باتيستا، وفي عرض تلي إل سي 2013 تم توحيد الحزام مرة أخرى مع حزام دبليو دبليو إي على يد راندي أورتن، عندما هزم حامله حينها جون سينا. وفي عرض سمر سلام عام 2014 كان الظهور الأخير لحزام البيغ غولد وكان بروك ليسنر آخر من حمل الحزام.

## صناعة الحزام
قد صنع من حزام البيغ غولد ثلاثة أشكال وهم:
- النسخة الأصلية التي صممها اتحاد NWA،
- النسخة الثانية وقد استنسخ منها ستة نسخ صنعت عام 1999 في اتحاد WCW وهي التي ظهر بها الحزام عام 2001 في اتحاد WWF
- النسخة الأخيرة وهي نسخة اتحاد WWE للقب العالم للوزن الثقيل.

## معلومات عامة
- يعتبر ريك فلير أكثر مصارع في التاريخ حمل حزام البيغ غولد بعدد 14 لقب،[5] ويليله كلا من ستينغ وإيدج بعدد 7 مرات، ثم يأتي هولك هوغان وبوكر تي بعدد 6 مرات ثم كيفين ناش وتربل اتش بـ5 مرات.